# NK Turanovac
NK Turanovac je nogometni klub iz Turanovca.
Trenutačno se natječe u 1. ŽNL Virovitičko-podravskoj.